# Chilpéric II (roi des Francs)
Pour les articles homonymes, voir Chilpéric II.
Chilpéric II, né vers 671 et mort en 721, est le roi des Francs de Neustrie et des Burgondes de 715 à 719 puis de tous les Francs de 719 à 721.

## Filiation
Aucun texte contemporain n’indique sa filiation, bien qu'il soit présenté par le Liber historiæ Francorum comme un clerc se nommant Daniel. Cette absence de source contemporaine a donné lieu à la proposition de plusieurs filiations :  
- Chilpéric II serait le fils de Childéric II et de son épouse Bilichilde selon les historiens Patrick Geary[1] et Maurice Bouvier-Ajam[2]. Frédéric Armand, en suivant cette hypothèse, pense qu'à la mort de son père, de sa mère et des autres enfants royaux en 675, il se serait réfugié auprès de sa grand-mère Bathilde, alors religieuse au monastère de Chelles, alors qu'il n'avait que quatre ans[3].
- Chilpéric II serait le fils cadet de Childebert IV, si l'on prend en compte la phrase de la Vie du duc Pépin l'Ancien indiquant que Childéric II est mort sans laisser d’enfants[4]. Cependant, contrairement à ce qui a pu être soutenu, Childebert IV, né vers 678, n'a pu engendrer Chilpéric II né, lui, vers 671.

## Biographie
À la mort du roi Dagobert III, un clerc nommé Daniel est sorti d'un monastère et placé sur le trône par les Neustriens révoltés contre l'autorité de la régente Plectrude, veuve du maire du palais d'Austrasie Pépin de Herstal. Daniel se laisse alors pousser les cheveux. Il est ensuite couronné par le maire du palais Raganfred sous le nom de Chilpéric. Pour en finir avec l'hégémonie des Pépinides, Chilpéric et Raganfred s'allient avec les Frisons du duc Radbod. Mais, en 716, celui-ci est vaincu lors de la bataille de l'Amblève par l'armée de Charles Martel, fils de Pépin de Herstal. Ce coup d'éclat permet à Charles Martel d'écarter Plectrude du pouvoir, et de s'affirmer comme seul chef des Francs d'Austrasie.

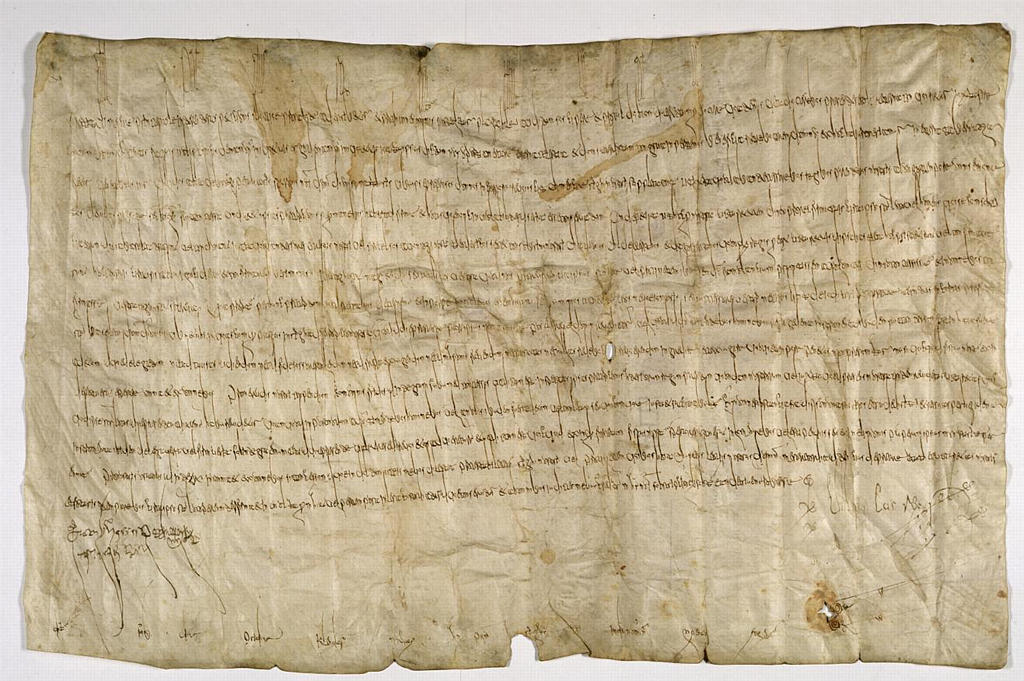
Confirmation des privilèges d'immunité accordés à l'abbaye de Saint-Denis, 716 (Archives nationales, K3/17).

Puis Charles Martel tourne ses armées vers la Neustrie, et défait également Chilpéric et Raganfred à Vinchy le 21 mars 717. Charles Martel installe ensuite un autre roi, Clotaire IV en Austrasie pour légitimer sa guerre contre le roi Chilpéric. Mais Raganfred n'a pas dit son dernier mot. En 718, il s'allie au puissant duc Eudes d'Aquitaine. Charles Martel marche alors une nouvelle fois contre ses ennemis. Battu à la bataille de Soissons le 14 octobre 719, Eudes retourne dans ses terres avec le roi Chilpéric.
En 719, à la suite du décès du roi Clotaire IV, Eudes renvoie Chilpéric à Charles Martel pour sceller un traité de paix. Chilpéric est alors proclamé roi de tous les Francs. Il meurt en 721 à Attigny et est enterré à Noyon.
Durant son règne, Chilpéric établit un diplôme daté du 29 décembre 716, où il confirme les privilèges d'immunité accordés par ses ancêtres à l'abbaye de Saint-Denis. Entre 719 et 720, lors de son séjour à la cour du duc d’Aquitaine à Toulouse, Chilpéric fait proclamer par sa chancellerie un Edictum, qui fut inséré à la suite de la loi salique. L’article 3 de cet édit modifie le droit de succession franc en accordant aux femmes la possibilité d’hériter de terres patrimoniales.

## Sources
- Chapitre 52 du Livre de l'histoire des Francs (vers 727) :

« Au cours des temps suivants, le roi Dagobert mourut, affaibli par la maladie après un règne de cinq ans. Les Francs établirent sur le trône un certain Daniel, un clerc qui s'était laissé pousser les cheveux et qu'ils nommèrent Chilpéric. Ils levèrent alors une armée jusque sur les rives de la Moselle et la dirigèrent contre Charles. D'un autre côté, les Frisons s'étaient avancés avec le duc Radbod. Charles courut sur ces Frisons, et là, un très grand nombre de ses combattants furent perdus ; se voyant seul, Charles prit la fuite. Par la suite, Chilpéric avec l'aide de Ragenfred leva encore une armée et entra dans la forêt des Ardennes ; ils parvinrent à Cologne après être passé sur les rives du Rhin. Là, ils dévastèrent tout le territoire. Chilpéric revient après avoir reçu de la matrone Plectrude de nombreux trésors. Mais dans un lieu nommé Amblef il fut surpris par une embuscade de Charles qui infligea une très grande défaite à son armée. »

- Chapitre 53 du Livre de l'histoire des Francs (vers 727) :

« [...] Charles lança encore une fois une armée contre Chilpéric et Ragenfred [...] Le combat eut lieu dans un lieu nommé Vinchy, un dimanche de carême le 21 mars. Les combats furent très rudes mais Chilpéric et Ragenfred prirent la fuite. [...] Avec la matrone Plectrude, il décida de reprendre les trésors de son père, puis il récupéra son royaume à la tête duquel il plaça un homme nommé Clotaire. Chilpéric et Ragenfred réclamèrent l'aident du duc Eudes. Celui-ci lança une armée contre Charles. Mais Charles intrépide, lui courut dessus. Eudes prit la fuite entrant dans la ville de Paris et allant au-delà de la Loire avec Chilpéric et ses trésors. Charles Martel le poursuivit mais ne parvint pas à les rattraper. Le roi Clotaire mourut cette année-là. Charles Martel, l'année suivante, envoyant des légats auprès d'Eudes, conclut avec lui un pacte d'amitié. Eudes lui remit le roi Chilpéric avec de nombreux trésors, mais ce dernier ne retrouva pas son frère : il mourut peu de temps après. Il fut enseveli dans la ville de Noyon après avoir régné pendant cinq ans et demi [...]. »

- Vie du duc Pépin l'Ancien (vers 760) :

« [...] Le roi Childéric, sous lequel le bienheureux Lambert brilla par une éminente sainteté, étant mort sans enfants [...]. »

- Chapitre 9 de la Continuation de la Chronique de Frédégaire (vers 760) :

« À cette même époque, le roi Dagobert s'éteignit, après avoir ainsi régné cinq ans. Les Francs, cependant, établirent comme roi un certain Chilpéric. À la même époque encore, ils lèvent une armée qu'ils dirigent contre ledit Charles ; ils engagent également le duc Radbod à faire mouvement sur un autre front avec l'armée des Frisons. Le susmentionné Charles se dressa contre lui avec son armée et ils engagèrent le combat l'un contre l'autre, mais il subit là une perte considérable d'hommes énergiques et nobles et, lorsqu'il vit son armée affaiblie, il battit en retraite. Après cela, Chilpéric, ainsi que Raganfred rassemblent une foule en armes, traversent la forêt des Ardennes, tandis que sur l'autre front le duc Radbod les attend avec son  armée. Ils poussèrent jusqu'à la ville de Cologne sur le Rhin, répandant une égale désolation dans ces régions. Après avoir reçu de ladite Plectrude de nombreux présents et trésors, il revint. Mais en chemin, à l'endroit qu'on appelle Amblève, l'armée de Charles lui fit subir de lourdes pertes. »

- Chapitre 10 de la Continuation de la Chronique de Frédégaire (vers 760) :

« Dans le temps qui suivit Charles leva une armée qu'il dirigea contre Chilpéric et Raganfred. Ils engagèrent le combat le 21 mars, dimanche de carême, à l'endroit dénommé Vinchy dans le district de Cambrai ; de lourdes pertes furent subies de part et d'autre. Chilpéric ainsi que Raganfred, vaincus, mis en fuite, battirent en retraite et s'échappèrent. A leur poursuite, Charles se hâta jusqu'à la ville de Paris. Ensuite, revenu à Cologne, il prit cette cité. Ladite Plectrude lui ouvrit les trésors de son père, les lui rendit et remit tout sous son gouvernement. Il se choisit un roi nommé Clotaire. Chilpéric et Raganfred dépêchent alors une ambassade auprès d'Eudes, demandent instamment son aide et lui livrent le royaume et des présents. Celui-ci aussi leva une armée de Gascons, vint jusqu'à eux et, de concert, ils s'avancèrent contre Charles. Mais lui, avec constance et sans trembler, se hâte à leur rencontre. Eudes, effrayé de ne pouvoir résister, s'enfuit. Charles le poursuit jusqu'à Paris puis, après avoir traversé la Seine, jusqu'à Orléans, mais il venait de s'en échapper de justesse et franchissait les frontières de sa région, emmenant avec lui le roi Chilpéric et les trésors qu'il lui avait enlevés. Le roi Clotaire mourut alors et s'en alla. Charles, par l'intermédiaire de ses envoyés, reçut également du duc Eudes ledit roi Chilpéric. Celui-ci vint à Noyon et, après peu de temps, perdit l'existence et le trône : Il mourut après avoir régné six ans. À sa mort, on établit sur le trône le roi Thierry, qui occupe maintenant le siège royal et qu'attendent encore des années de vie. »

## Articles connexes

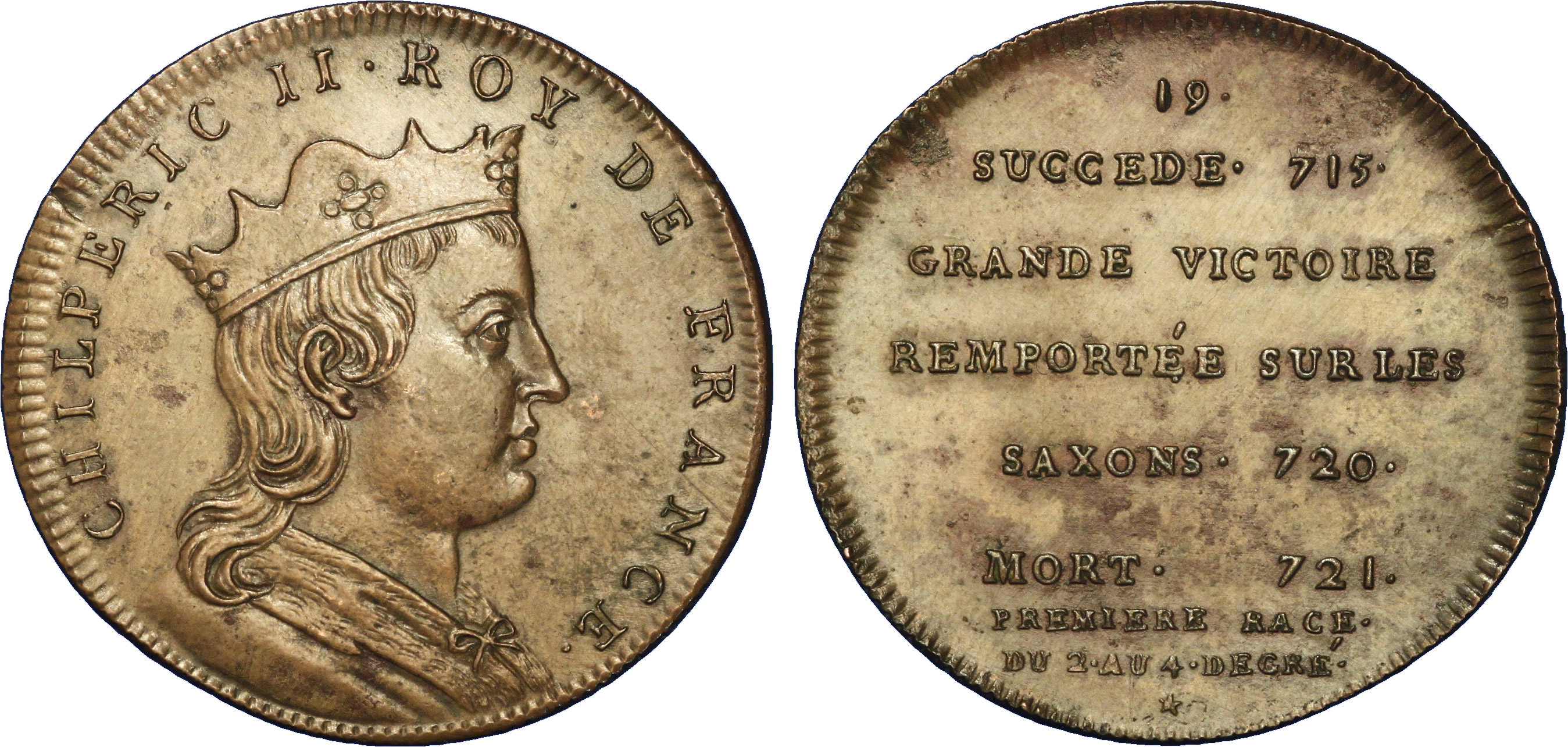
Portrait imaginaire de Chilpéric II.